# ГАЗ-ГЛ-1
ГАЗ-ГЛ-1 — первый советский гоночный автомобиль заводской постройки, выпущен на Горьковском автомобильном заводе предположительно не более чем в двух экземплярах. Разработан в 1938 году на базе серийного автомобиля ГАЗ-М-1.

## История

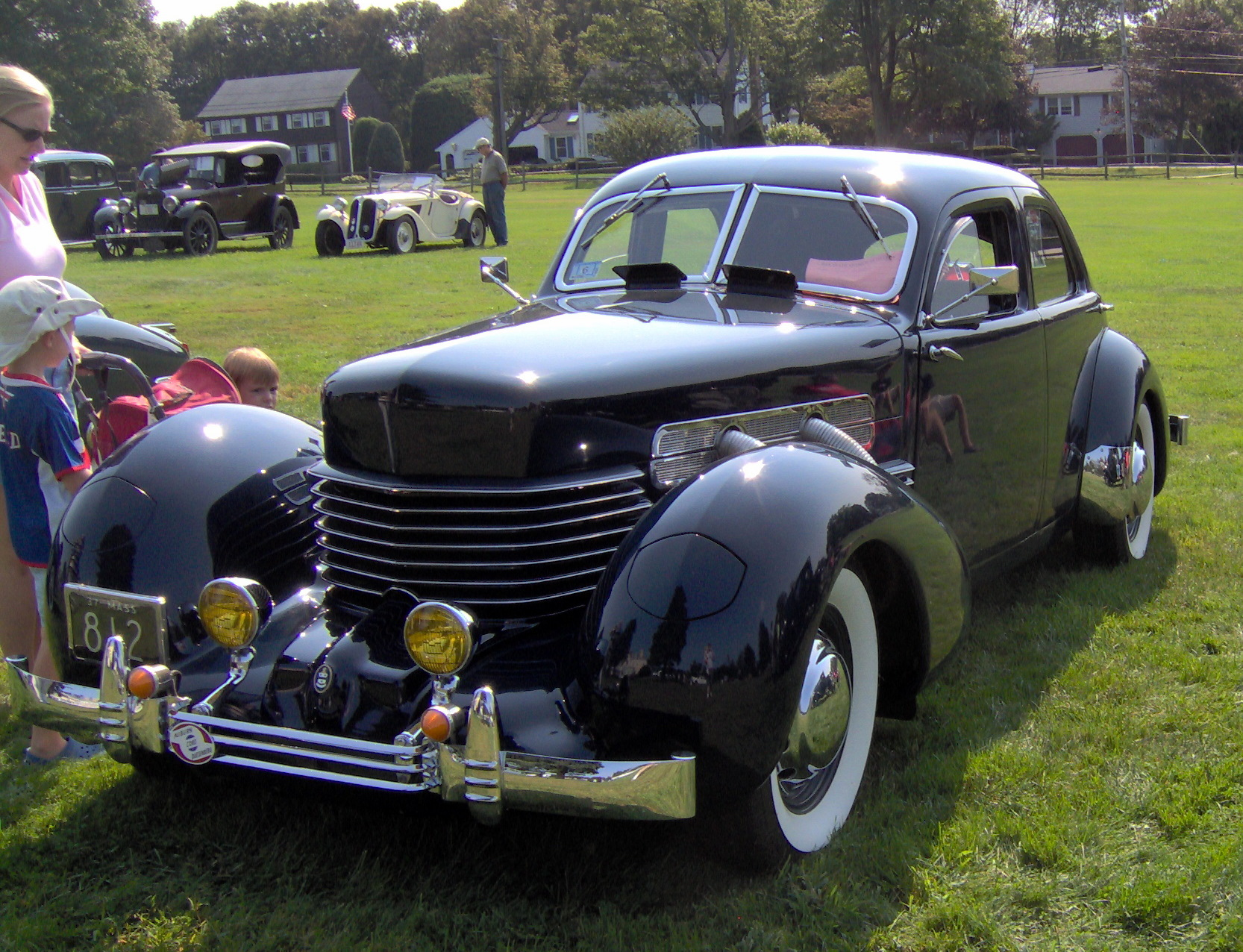
Cord 810/812

На соревнованиях в 1938 году Герой Советского Союза лётчик Михаил Громов на подаренном ему (после беспосадочного перелёта Москва — Северный полюс — Сан-Джасинто) серийном переднеприводном автомобиле «Cord 812» развил скорость 141,565 км/ч. Это достижение было близко к существовавшему в те годы рекорду СССР.
Решением партии на Горьковском автомобильном заводе была создана конструкторская группа под руководством Евгения Агитова. По причине отсутствия каких-либо других серийных автомобилей Горьковского автозавода, проектирование первого советского гоночного автомобиля заводской постройки начато на базе серийной «Эмки» ГАЗ-М-1.

### Первый выпуск

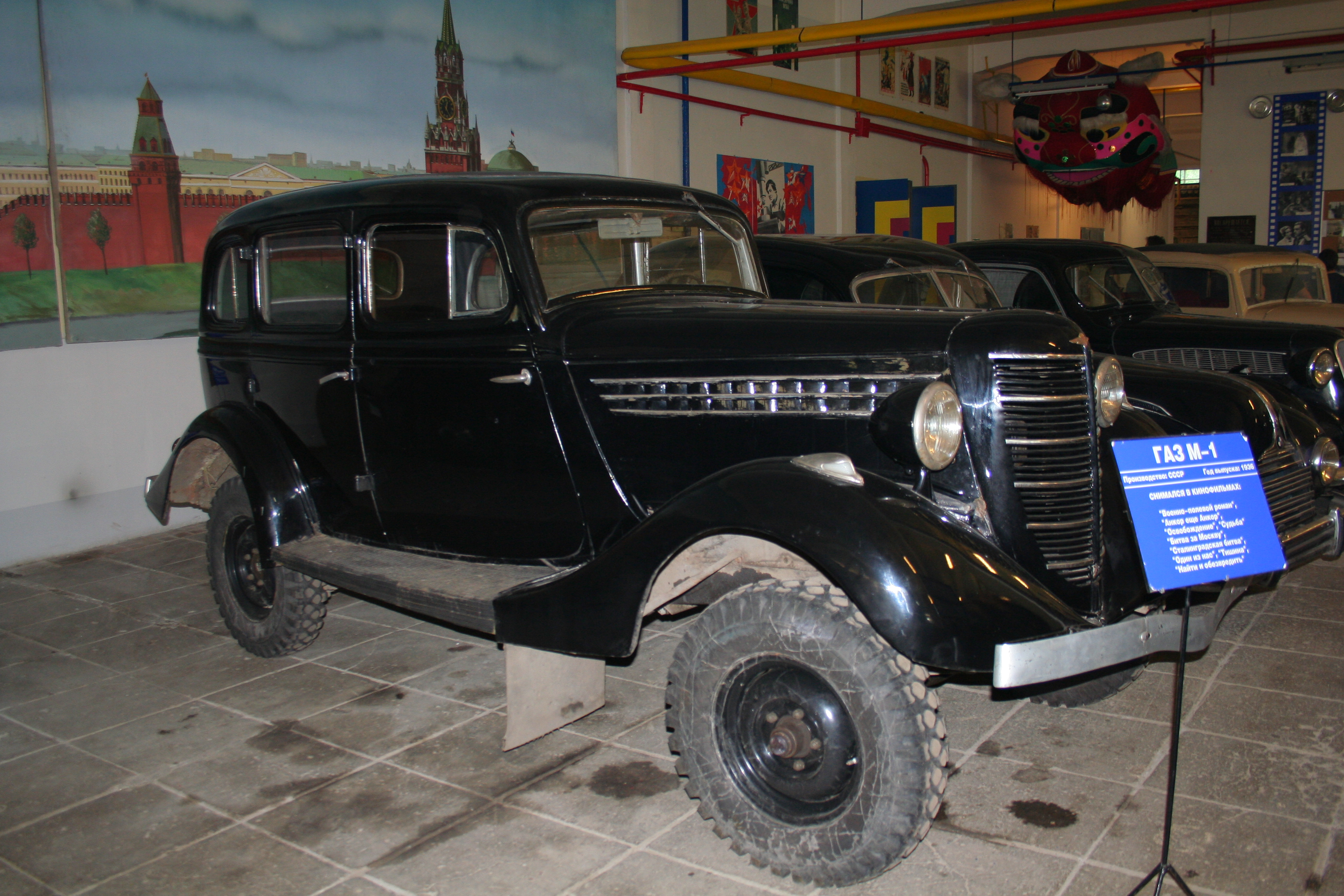
ГАЗ-11-73

Первый экземпляр был построен в 1938 году. Новый проект получил название «Гоночная Липгарта», в честь главного конструктора Горьковского автомобильного завода Андрея Липгарта. На стандартной раме ГАЗ-М-1 был установлен открытый обтекаемый 2-местный кузов, часть деталей была заимствована у серийной машины. Общая масса гоночного автомобиля оказалась значительно снижена. Серийный двигатель ГАЗ-М-1 был подвергнут форсировке: увеличен диаметр клапанов, применена новая головка блока цилиндров, мощность двигателя возросла с 50 л.с. до 65 л.с.
Заводским испытателем ГАЗ являлся Аркадий Николаев. На первом заезде в Киеве (1938 год) удалось достичь скорости 143 км/ч. В Москве этот испытатель разогнал машину до 147 км/ч.

### Второй выпуск
В 1940 году построен гоночный автомобиль ГАЗ-ГЛ-1 второй модификации. За его основу был взят более мощный автомобиль ГАЗ-11-73. Его 6-цилиндровый двигатель с рабочим объёмом 3,4 литра также подвергся форсировке, было установлено два карбюратора, благодаря чему мощность агрегата возросла до 100 л.с. Изменился также внешний вид машины в сравнении с вариантом 1938 года: появилась закрытая обтекаемая кабина, была изменена облицовка радиатора. На гоночном автомобиле ГАЗ-ГЛ-1 второй модификации Аркадий Николаев 22 сентября 1940 года установил абсолютный всесоюзный рекорд скорости: 161,87 км/ч.

### Попытка третьего выпуска
В 1941 году планировалось провести работу над третьим поколением гоночного автомобиля, но началась Великая Отечественная война, и работы были прекращены. Все автомобили ГАЗ-ГЛ-1 оказались утрачены. Аркадий Николаев больше не вернулся в автоспорт и стал работать по основной специальности (авиационный техник). Конструктор машины Е. Агитов во время войны покончил жизнь самоубийством.

### Современная реконструкция
В 1978 году советский художник Александр Захаров на основе имеющихся архивных фотографий воссоздал облик первого советского гоночного автомобиля, рисунок был опубликован в журнале «За рулём». В 2006 году фирма «Кузовная мануфактура Александра Бушуева» начала воссоздание автомобиля, ориентируясь в том числе на рисунок Захарова. В создании репликара применялись детали от старых ГАЗ-М-1. В 2010 году автомобиль был готов, и в настоящее время располагается в экспозиции музея ретро автомобилей на Рогожском Валу в Москве.